# Le Guerrier pacifique
Le Guerrier pacifique (Way of the Peaceful Warrior), publié en 1980, premier livre de Dan Millman, est une fiction autobiographique fondée de façon libre sur ses souvenirs d'étudiant. Initialement peu vendu, le livre est par la suite devenu un best-seller. Il est publié en plus de vingt langues.

## Synopsis
L'histoire raconte la rencontre fortuite entre le jeune gymnaste, Dan, et un pompiste d'une station-service, Socrate (en référence au célèbre philosophe grec), qui devient son mentor. Socrate devient un maître spirituel pour Dan, qui apprend comment devenir un « guerrier pacifique ». Socrate fait subir à Dan une série d'épreuves physiques et mentales pour l'amener à réagir et prendre conscience de l'énergie utilisée par ses émotions négatives.

## Analyse
Sous les apparences d'un roman, sa lecture comporte des clés spirituelles d'un enseignement de maitre à disciple.
L'instructeur, un vieil homme, est un sage du nom de Socrate, ce nom étant bien entendu un clin d'œil. Cette identité renvoie à l'enseignement socratique oral de maître à disciple. Il s'agit donc de développer la quête intérieure qui va combler le manque existentiel du jeune champion, Dan.
Le sage va lui donner les outils lui permettant en un premier temps de prendre conscience de ses peurs, de ses manques, afin de trouver le sens de sa vie; « la perte de ses illusions est ce qui peut arriver de mieux car elle met à jour tout ce qui n'a pas un véritable sens »; Ainsi l'élève devra passer des épreuves de vie, se confronter à ses manques et à ses désirs.
Comme dans toute quête spirituelle l'objectif est de maîtriser son ego et prendre conscience du monde des illusions qui l'enchaine dans des désillusions qui encombrent ses pensées. L'éveil à la nature superficielle de ses pensées reliera Dan à une expérience intérieure où la méditation est l'outil essentiel.
Dan Millman résume ainsi l'action du guerrier intérieur : « Le guerrier agit et le fou se contente de réagir »⋅ Socrate souligne la situation fâcheuse dans laquelle se trouve la majorité des gens : ils souffrent lorsqu'ils n'obtiennent pas ce qu'ils désirent, mais ils souffrent aussi lorsqu'ils l'obtiennent. Socrate apprend à Dan à se débarrasser de ce qui encombre son esprit, à ne pas rester dans un mode réactionnel soumis à nos croyances, aux jugements et à l'opinion des autres et à accéder à la compassion et à l'énergie du cœur.

## Adaptation
En 2006, le livre a été adapté au cinéma par le réalisateur Victor Salva. Le film est intitulé Le Guerrier pacifique (Peaceful Warrior), met en vedette Nick Nolte dans le rôle de Socrate.